# Tupi FC
Tupi Football Club – brazylijski klub piłkarski z siedzibą w Juiz de Fora w stanie Minas Gerais.

## Historia
Tupi Football Club został założony 26 maja 1912. W 1969 Tupi po raz pierwszy wystartowało w pierwszej lidze stanowej. W 1988 roku klub po raz pierwszy zakwalifikował się do rozgrywek Campeonato Brasileiro Série C. W premierowym sezonie klub Tupi zajęło 26. miejsce. Ponownie klub występował w Série C w latach 1994 i 1996-1998, w sezonie 1997 zajmując 4. miejsce.
W XXI wieku Tupi startowało w rozgrywkach Série C w latach 2001–2004 i 2007–2008. W latach 2009–2011 kwalifikował się do rozgrywek Campeonato Brasileiro Série D. W 2011 w Série D Tupi dotarło do finału, w którym pokonał Santa Cruz Recife. Dzięki temu klub awansował do Série C.

## Sukcesy
- 12 sezonów w Campeonato Brasileiro Série C: 1988, 1994, 1996–1998, 2001–2004, 2007–2008, 2012–.
- Mistrzostwo Campeonato Brasileiro Série D: 2011.
- Taça Minas Gerais : 2008.

## Reprezentanci Brazylii w klubie
- Émerson Ferreira Lopes
- Luís Antônio Corrêa da Costa

## Trenerzy
- Tita 2006-2007